# Vero (Córcega del Sur)
 Vero es una comuna y población de Francia, en la región de Córcega, departamento de Córcega del Sur, en el distrito de Ajaccio y Cantón de Celavo-Mezzana.
Su población en el censo de 1999 era de 351 habitantes.
Está integrada en la Communauté de communes de la Haute Vallée de la Gravona.

## Demografía
| 1962                                         | 1968 | 1975 | 1982 | 1990 | 1999 |
| -------------------------------------------- | ---- | ---- | ---- | ---- | ---- |
| 243                                          | 261  | 147  | 241  | 296  | 351  |
| Desde 1962 : Population sans doubles comptes |      |      |      |      |      |